# Väla skog
Väla skog är ett kommunalt naturreservat i Helsingborgs kommun i Skåne län.
Skogen användes tidigare för slåtter av stubbskott till djurfoder, redskap och ved. När bysamhällena splittrades på 1800-talet upphörde slåttern successivt och skogen växte högre. Den har också använts som militärt övningsområde under en period i mitten av 1900-talet. Området är naturskyddat sedan 1984 och är 43 hektar stort.
Väla skog består huvudsakligen av gammal bokskog med inslag av andra lövträd. De fuktiga områdena, som  tidigare har dränerats, regleras för att gynna den fuktberoende floran och viss markberedning görs för att mylla ned bokollon.
Över 130 arter av kärlväxter har identifierats i Väla skog och på våren täcks marken av vit- och gulsippor och svalört. Det finns också bland annat blåsippa, Sankt Pers nycklar och vätteros samt den den sällsynta ljusgula svavelsippan, en hybrid mellan gulsippa och vitsippa.
Delar av området kommer att röjas för att ge plats för ett framtida dubbelspår på Västkustbanan. 
Intrånget skall kompenseras genom utvidgning av Småryds naturreservat.